# 波斯特河
波斯特河是危地馬拉的河流，位於馬雅山脈，屬於烏蘇馬辛塔河的一部分，河道全長20公里，流域長20公里、寬5公里，發源自多洛雷斯高原。
16°20′N 89°46′W / 16.333°N 89.767°W